# Lilith (ordinateur)
Pour les articles homonymes, voir Lilith (homonymie).
Le DISER Lilith est une station de travail informatique conçue à partir d'un processeur à tranches (bit slice) AMD 2901, développée par un groupe dirigé par Niklaus Wirth à l'ETH Zurich,. Le projet a débuté en 1977, et en 1984, plus d'une centaine de stations de travail étaient en usage. Elle dispose d'un écran cathodique haute résolution (jusqu'à 1024 x 1024 pixels) au format portrait pleine page, d'une souris, d'une interface pour imprimante laser, et d'une interface pour réseau informatique. Son logiciel est entièrement écrit en Modula-2 et inclut un programme de base de données relationnelle nommé Lidas.
L'architecture du processeur Lilith est basée sur un processeur à pile (stack machine) plutôt qu'à registres. La fréquence d'horloge de Lilith était d'environ 7 MHz, ce qui lui permettait d'exécuter entre 1 et 2 millions d'instructions (appelées M-code) par seconde. La mémoire principale devait initialement avoir une capacité de 65 536 mots de 16 bits, soit l'équivalent de 128 ko, qui fut doublée peu après sa première version. Cependant, pour les programmes standards écrits en Modula-2, seuls les 65 536 mots initiaux étaient utilisables pour le stockage des variables.
Concernant le stockage, la première version de la Lilith (V1) intégrait une carte contrôleur pour lecteur de disquettes Mididisk Honeywell-Bull D120. La version suivante, la Lilith V2, utilisait quant à elle un contrôleur WD1001-05 associé à un disque dur MFM IMI-5018 de 15 Mo.

## Histoire
Le développement du Lilith a été influencé par le Xerox Alto du Xerox PARC (1973), où Niklaus Wirth a passé une année sabbatique entre 1976 et 1977. Devant l'impossibilité de ramener l'un des systèmes Alto en Europe, Wirth décida de concevoir un nouveau système à partir de zéro entre 1978 et 1980, le commercialisant sous le nom de la société DISER (Data Image Sound Processor and Emitter Receiver System). En 1985, lors d'une deuxième année sabbatique au PARC, il élabora le système Oberon, cherchant à se démarquer de la lignée évolutive des interfaces graphiques, marquée par le Xerox Alto et les Lisa et Macintosh d'Apple. Ceres, le successeur du Lilith, fut lancé en 1987.

## Système d'exploitation
Le système d'exploitation (OS) du Lilith, nommé Medos-2, a été développé à l'ETH Zurich par Svend Erik Knudsen, avec les conseils de Wirth. C'est un système d'exploitation monoposte, orienté objet, construit à partir de modules écrits en Modula-2,.
Son architecture a influencé celle de l'OS Excelsior, développé pour la station de travail soviétique Kronos par le groupe de recherche Kronos (KRG).

## Variantes soviétiques
De 1986 au début des années 1990, des technologues de l'Union soviétique ont conçu et produit une série de systèmes à carte électronique et de stations de travail basées sur ces derniers, tous appelés Kronos. Ces stations de travail étaient inspirées du Lilith et produites en petites quantités.

## Souris
La souris de l'ordinateur Lilith a été conçue sur mesure et utilisée par la suite avec les ordinateurs Smaky. Elle a ensuite inspiré les premières souris produites par Logitech.

## Galerie

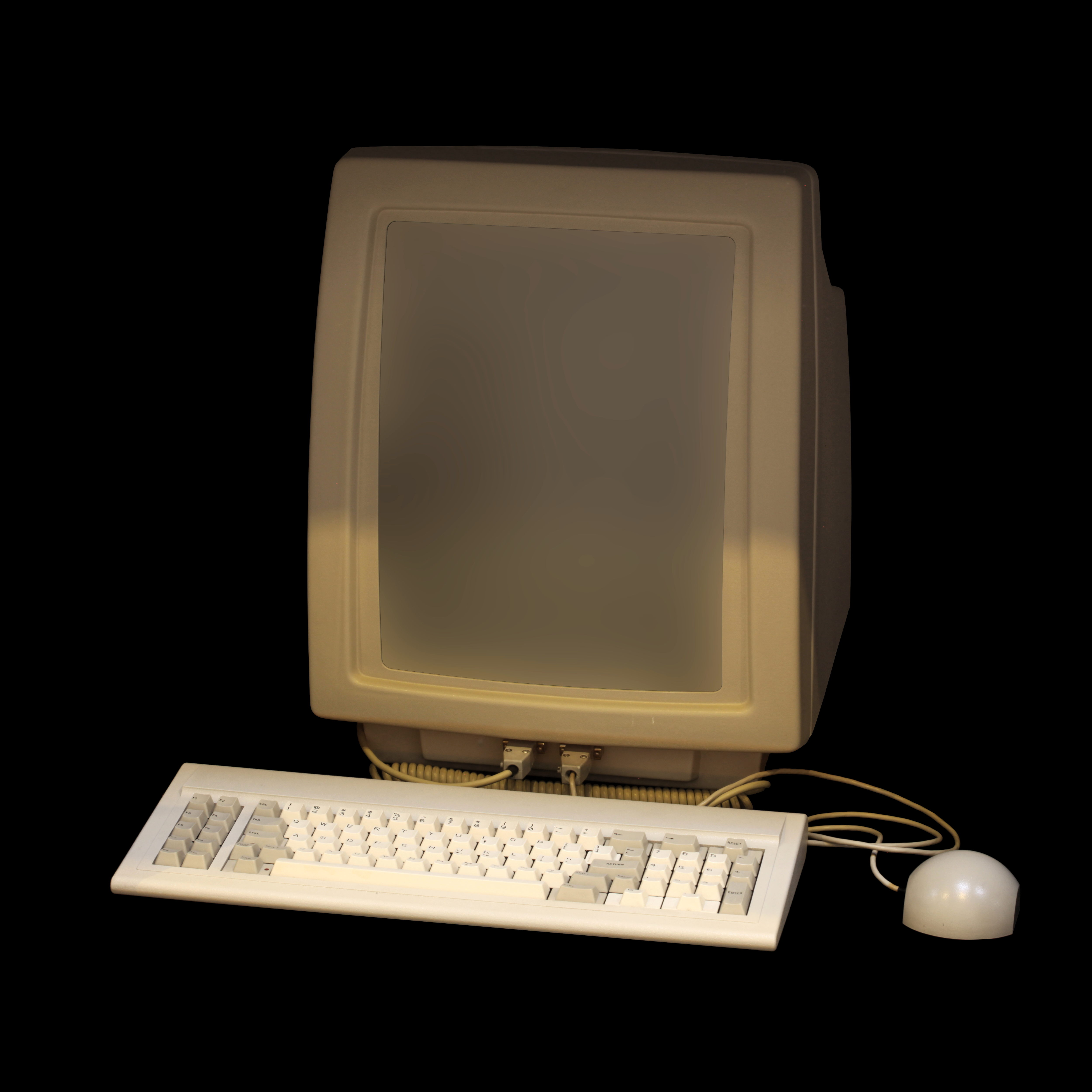
L'écran vertical, inspiré du Xerox Alto
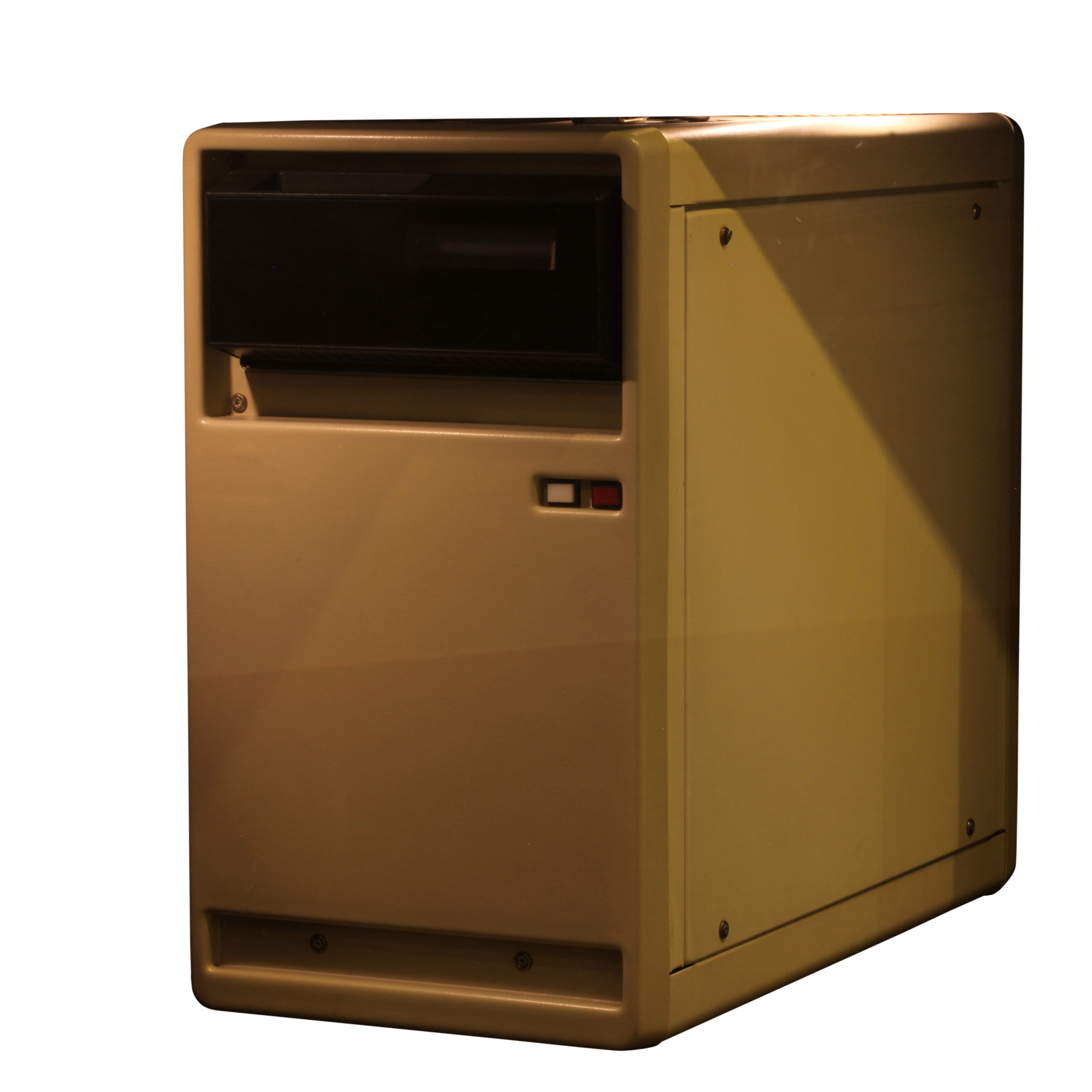
Unité centrale
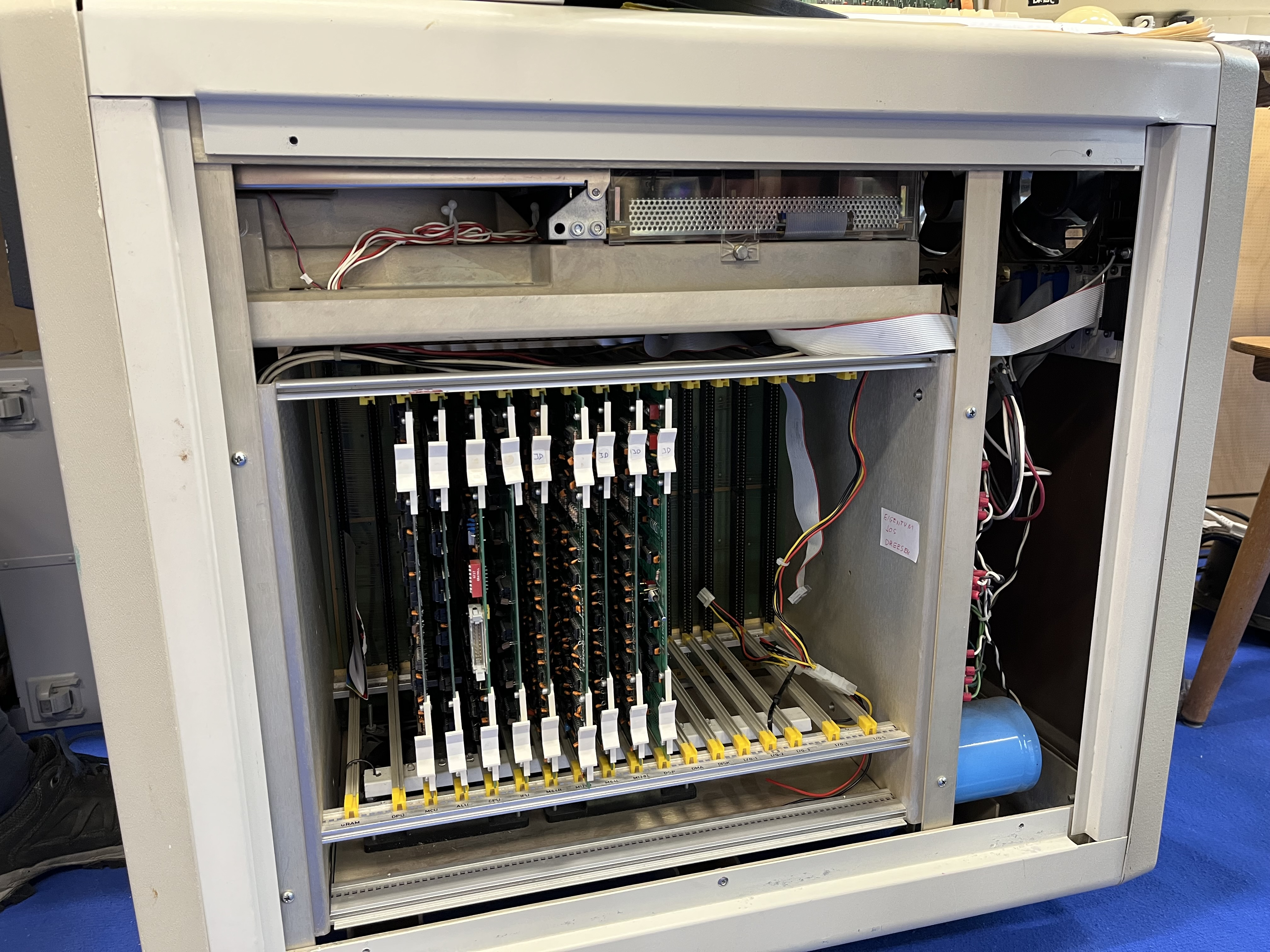
Vue interne du Lilith, montrant les cartes formant le CPU
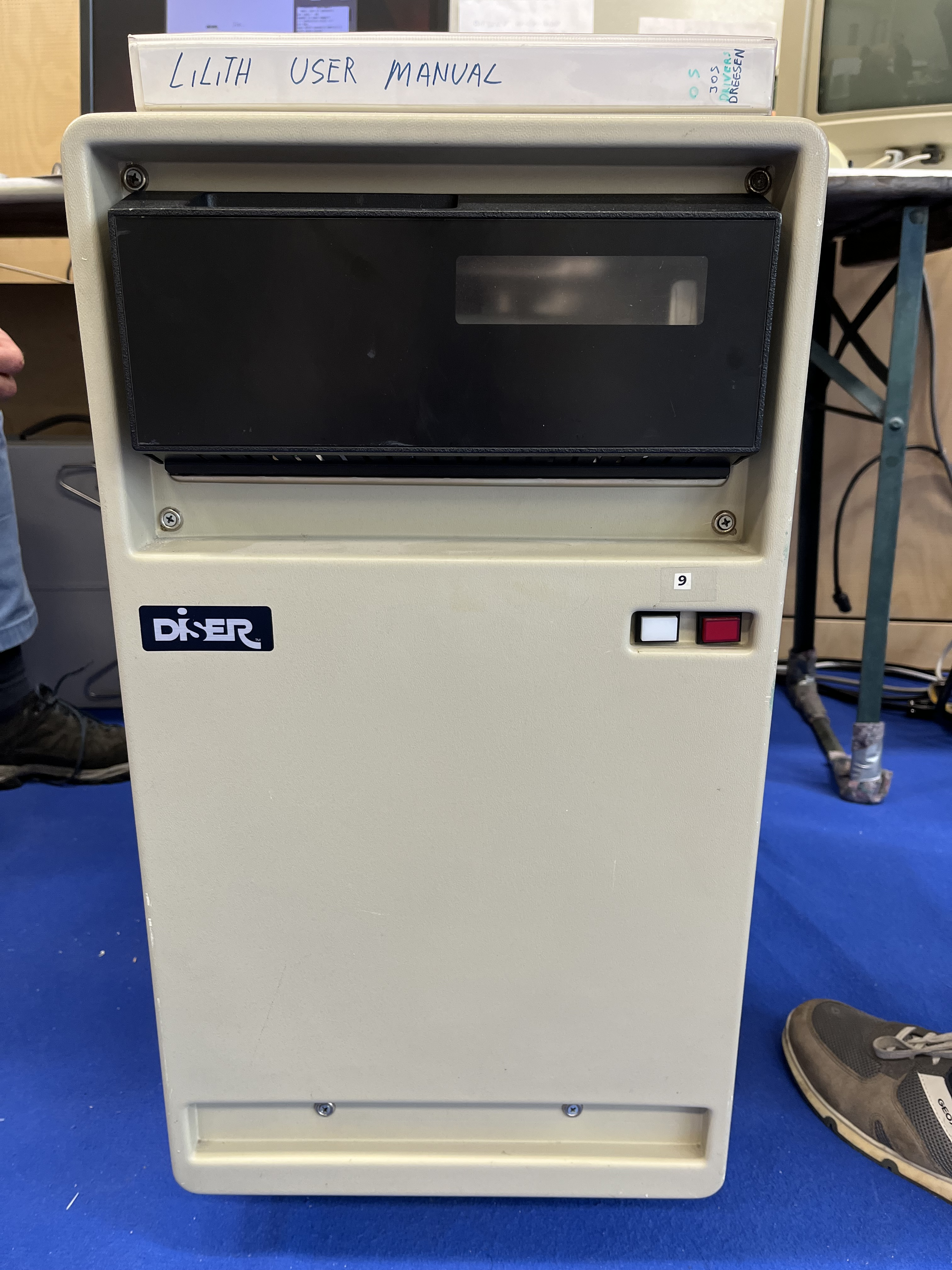
Vue frontale du Lilith